# Trevor Francis
Trevor John Francis (19. dubna 1954, Plymouth – 24. července 2023) byl anglický fotbalista. Hrával na pozici útočníka.
V dresu anglické reprezentace se zúčastnil mistrovství světa roku 1982. Celkem za národní tým odehrál 52 zápasů, v nichž vstřelil 12 branek.
S Nottinghamem Forest vyhrál dvakrát Pohár mistrů evropských zemí (1978/79, 1979/80) a roku 1979 i Superpohár UEFA. Se Sampdorií Janov získal italský pohár (1984/85). S devíti brankami byl toho roku i nejlepším střelcem této soutěže.
Roku 1979 se v anketě Zlatý míč, jež hledala nejlepšího fotbalistu Evropy, umístil sedmý.
Po skončení hráčské kariéry se stal trenérem.